# Langtaler Ferner
Langtaler Ferner är en glaciär i Österrike.   Den ligger i förbundslandet Tyrolen, i den västra delen av landet, 400 km väster om huvudstaden Wien. Langtaler Ferner ligger 2 864 meter över havet.
Terrängen runt Langtaler Ferner är bergig. Runt Langtaler Ferner är det ganska glesbefolkat, med 38 invånare per kvadratkilometer.. Närmaste större samhälle är Zwieselstein, 17,2 km norr om Langtaler Ferner. 
Trakten runt Langtaler Ferner består i huvudsak av gräsmarker.